# Vetluga (řeka)
Vetluga (rusky Ветлуга, marijsky Вӱтла) je řeka v Kirovské, v Kostromské a v Nižněnovgorodské oblasti a v Marijské republice v Rusku. Je dlouhá 889 km. Povodí řeky má rozlohu 39 400 km².

## Průběh toku
Údolí je asymetrické, přičemž levý břeh je nízký, zatímco pravý, složený ze slínů a pískovců, je vysoký místy až 100 m. Až na posledním úseku dolního toku jsou oba břehy nízké a zaplavované při vyšším stavu vody. Rychlost toku je nízká a v údolí řeky je mnoho jezero a starých ramen. Ústí zleva do Volhy na 2029 říčním kilometru.

### Přítoky
- zprava – Vochma, Ljunda
- zleva – Něja, Velká Kakša, Usta, Juronga

## Vodní režim
Zdrojem vody jsou převážně sněhové srážky. Zamrzá na začátku listopadu a rozmrzá v dubnu.

## Využití
Je splavná pro vodáky. Vodní doprava je možná v délce 700 km od ústí k soutoku s Vochmou. Leží na ní město Vetluga.